# Leon Danielewicz

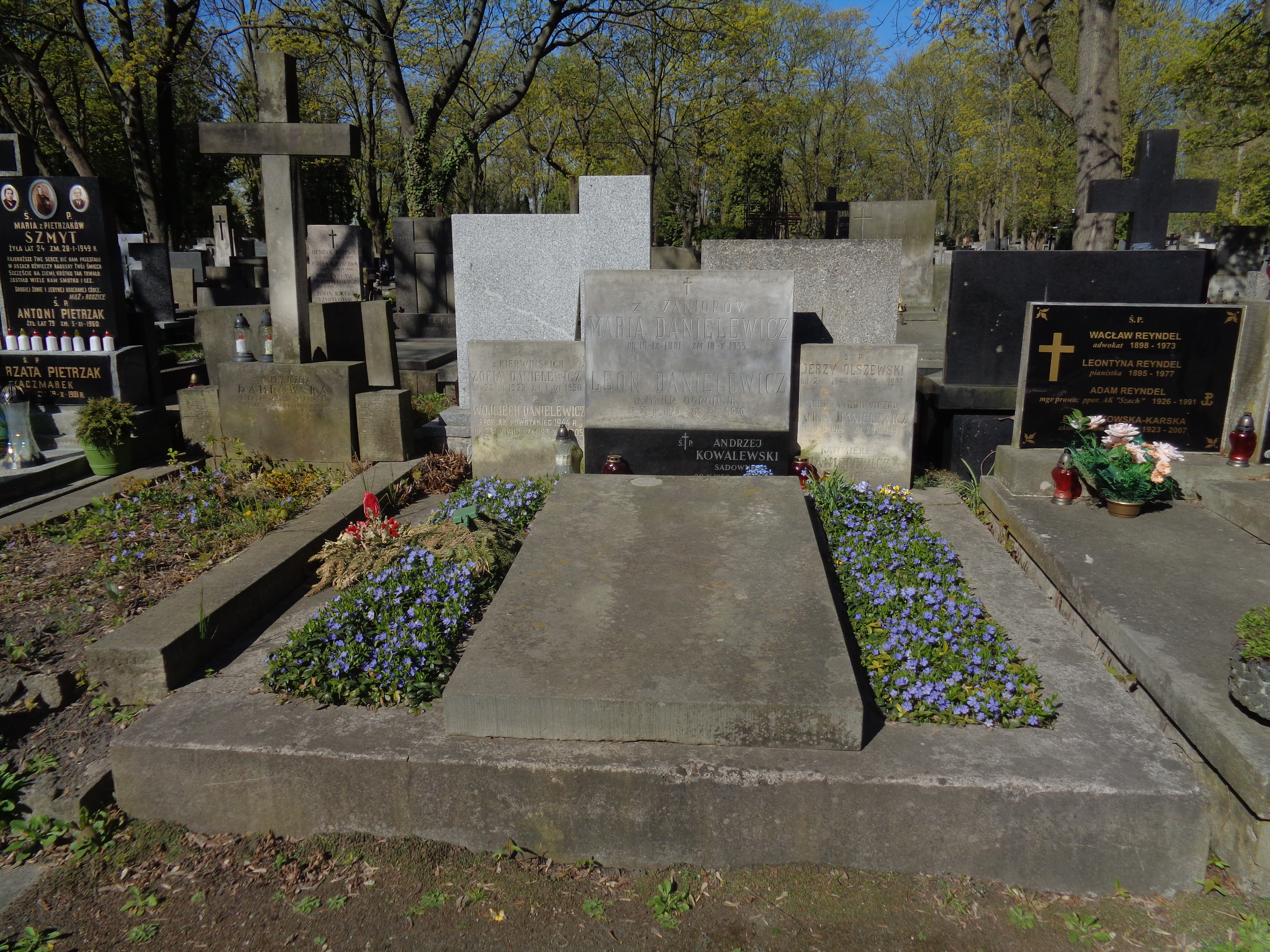
Grób Leona Danielewicza na cmentarzu Powązkowskim w Warszawie

Leon Józef Danielewicz (ur. 20 lutego 1878 w Czastarach k. Wielunia, zm. 7 stycznia 1970 w Warszawie) – ogrodnik i planista, wychowanek Szkoły Ogrodniczej przy Ogrodzie Pomologicznym w Warszawie.

## Życiorys
Syn Józefa i Józefy z Kowalskich. Studiował w Jardin des Plantes w Paryżu. Zdobywał doświadczenie w ogrodach w Niemczech, Czechach i Anglii.
W latach 1916–1921 wykładowca w Wyższej Szkole Ogrodniczej w Warszawie. Prezes Towarzystwa Ogrodniczego Warszawskiego. W latach 1920–1947 dyrektor Wydziału Ogrodniczego m.st. Warszawy. Był twórcą licznych parków i zieleńców w Warszawie, m.in. parku Traugutta (1925), Ogrodu Zoologicznego w Warszawie (1927), kompleksu szklarni miejskich z palmiarnią na Rakowcu (1929), Parku Żeromskiego (1932), Sowińskiego (1936) i Dreszera (1938). Przeprojektował w latach 1934–1935 park przy cesarskim pałacu myśliwskim w Spale. Zabiegał o włączenie do Warszawy Lasu Bielańskiego, Lasu Kabackiego oraz wydm Łuże. Wraz ze Stefanem Starzyńskim był w 1937 r. współinicjatorem konkursu „Warszawa w kwiatach i zieleni” na najpiękniejsze kwiatowe dekoracje obiektów miejskich.
W okresie okupacji niemieckiej pomagał zagrożonym wywózką na roboty przymusowe do Niemiec profesorom Uniwersytetu Warszawskiego, Poznańskiego i Szkoły Głównej Gospodarstwa Wiejskiego, m.in. Marianowi Górskiemu i Romanowi Kobendzy, dostarczając im dokumenty o zatrudnieniu w Wydziale Ogrodniczym. Po powstaniu warszawskim został wywieziony do Niemiec.
Spoczywa na cmentarzu Powązkowskim w Warszawie (kwatera 241-1-3,4).

## Ordery i odznaczenia
- Krzyż Kawalerski Orderu Odrodzenia Polski (10 listopada 1933)[6]

## Upamiętnienie
- W 2008 ulicy w warszawskiej dzielnicy Mokotów nadano nazwę Leona Danielewicza[7].